# Bieliszów
Bieliszów – wieś w Polsce położona w województwie dolnośląskim, w powiecie górowskim, w gminie Jemielno.
W latach 1975–1998 miejscowość administracyjnie należała do województwa leszczyńskiego.
We wsi był przystanek kolejowy Bieliszów.